# 菅島

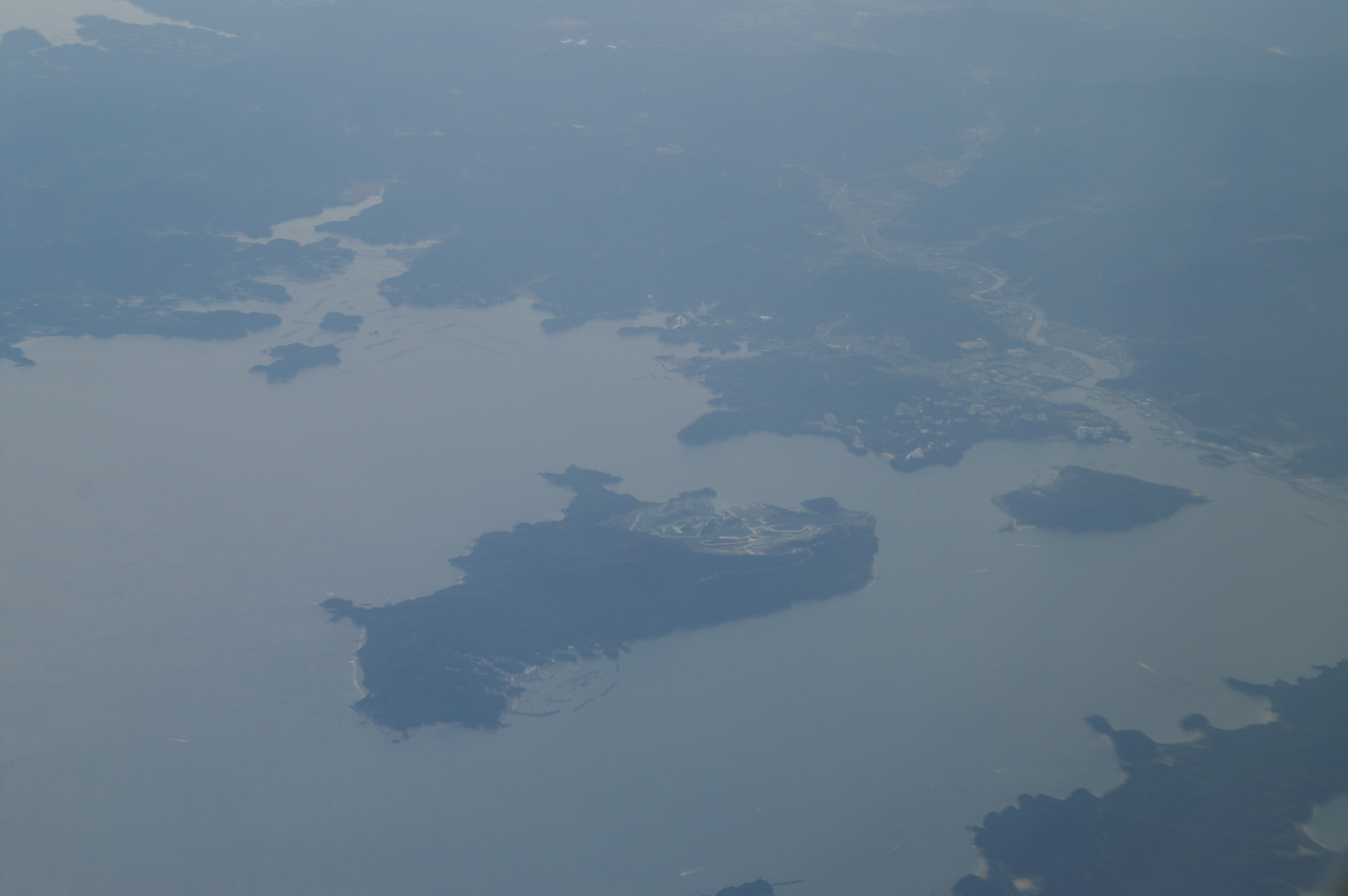
上空から見た菅島（中央）。その右は坂手島と鳥羽港。右下は答志島。

菅島（すがしま）は、三重県鳥羽市沖、伊勢湾口に位置する東西に長い島である。一島の住所表記は「鳥羽市菅島町」であり、郵便番号は517-0004。
人口は689人（2010年国勢調査による）で、島の面積は4.52km2であり、人口・面積とも三重県では答志島に次いで第2位である。同じ鳥羽市内の相差（おうさつ）、志摩市の志摩町和具と並んで海女の多い地域として知られる。
本項では本島にかつて存在した菅島村（すがしまむら）についても記す。

## 地理

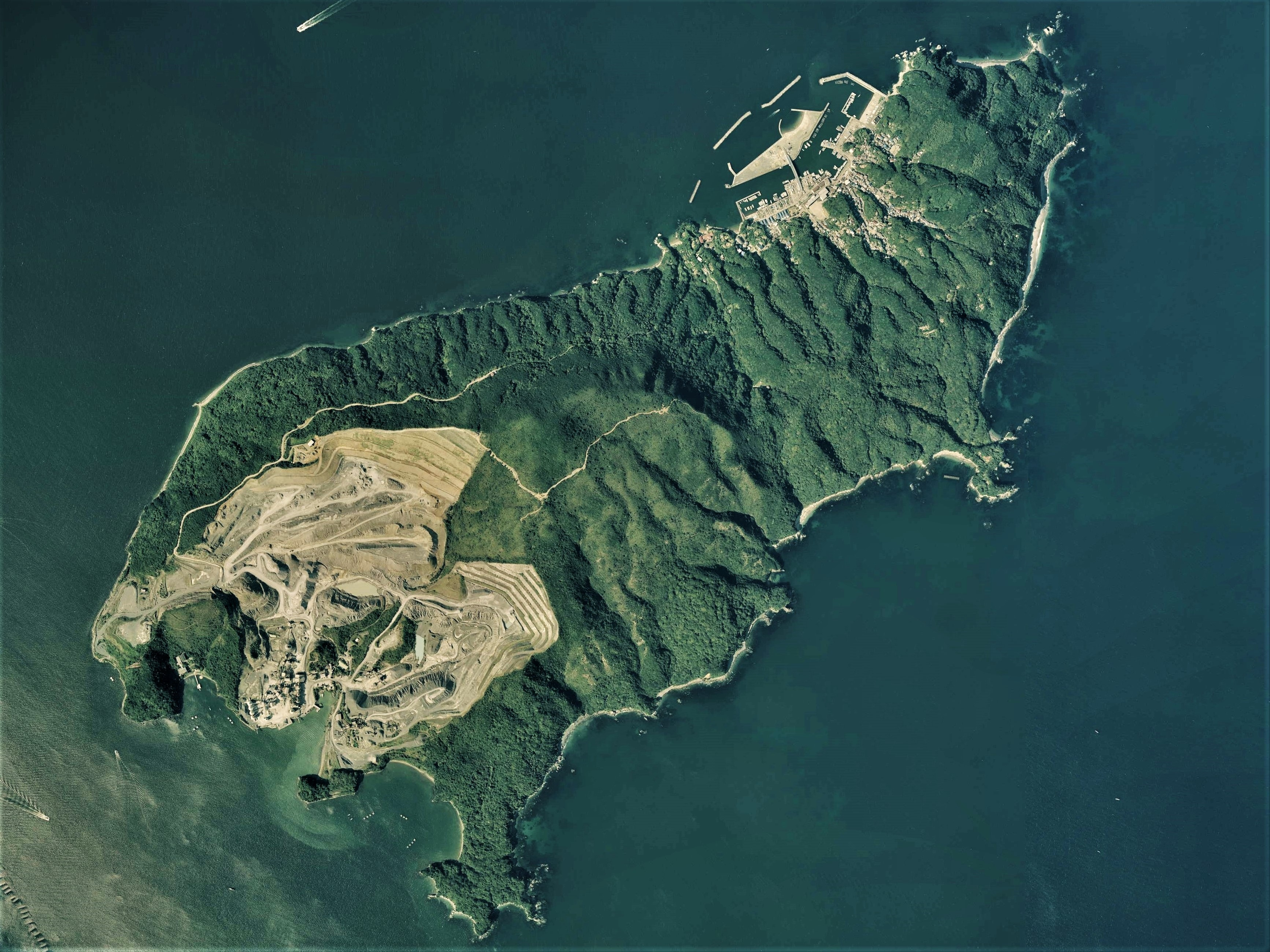
菅島の空中写真。
2008年9月24日撮影の2枚を合成作成。

本土の鳥羽市鳥羽の沖合東3kmに浮かぶ有人島で、北に答志島、西に坂手島、北西に神島がある。これらに志摩市の渡鹿野島と間崎島を加えた6つの島で、離島振興法に基づく離島振興対策実施地域の「志摩諸島」を構成する。
菅島と志摩半島の陸岸との間には加布良古水道がある。加布良古水道の最狭部は菅島と本土側に位置する誓願島との間にある。また、菅島と答志島の間には菅島水道があり、水道の両側には多くの険礁が散在する。
平地が乏しく、集落は菅島漁港がある島の北東岸に集まっている。伝承によれば、初め笹谷（おがや）に中心集落ができたが疫病が流行したため打越（うちこせ）に移り、打越が津波被害を受け現在の位置に移ったという。現在の集落は中村（なかむら）・正村（しょむら）・根村（ねむら）などに分かれる。
- 山：大山（236m）
- 岬：白崎、亀子鼻、黒崎（長崎鼻）

## 歴史

### 中世まで
島の西部にある福浦で縄文土器や弥生土器、古墳が発見されており、太古の時代から人々の居住があったことが分かっている。古代には、
と詠まれた島で、鎌倉時代初期に順徳天皇が著した歌学書『八雲御抄』でも取り上げている。西行法師は『山家集』に
など菅島や答志島を詠んだ数首の和歌を載せている。この歌は答志島の白い小石の浜と菅島の黒い小石の浜を対比して詠んだものである。鵜方町（現・志摩市阿児町鵜方）の中村精貮は、「あまりうまくもない歌」と評している。
『吾妻鏡』の建久元年4月19日（ユリウス暦：1190年5月24日）条には「菅嶋（本宮御料）」、『神鳳鈔』には「須賀島」とある。『外宮神領給人引付』に「菅嶋御厨」とあり、伊勢神宮・豊受大神宮（外宮）の御厨であった。中世には志摩13地頭の1人である菅島能登が島を治め、小字城山には菅島城跡がある。菅島城は永禄年間（1558年 - 1570年）に九鬼嘉隆によって攻め落とされた。

### 近世
江戸時代には菅島村として志摩国答志郡小浜組に属し、鳥羽藩の配下にあった。 船数は62艘で、鯛・ふくだめ塩辛・海栗・中海老・アワビ・洗ふのり・煮荒布・潮和布・黒砂浜などを上納した。1673年（延宝元年）に河村瑞賢の建議により江戸幕府の命で「御篝堂（おかがりどう）」が築かれた。経費は幕府持ちで、浦賀奉行から支出されたが、1771年（明和8年）より江戸金庫に変わった。幕末には鳥羽藩が大日山に砲台を築いている。

### 近代以降
1873年（明治6年）7月1日 、御篝堂は「日本の灯台の父」と呼ばれるお雇い外国人リチャード・ブラントンにより洋式灯台として再建され、菅島灯台となる。灯台の竣工式には、西郷隆盛をはじめとする政府高官が列席したという。当時は職員がおり、付属官舎もあった。この官舎は愛知県犬山市の博物館明治村に移築・保存されている。1889年（明治22年）の町村制施行により、菅島は答志村の1大字となるが、1897年（明治30年）に分村し、菅島単独で村制を敷くことになる。1918年（大正7年）には沢田惣四郎が鳥羽町との間に定期船を就航させ、1927年（昭和2年）に西村幸十郎も同区間に定期航路を設定した。1928年（昭和3年）には島の南部に蛇紋岩の採石場が開かれ、1939年（昭和14年）に名古屋帝国大学臨海実験所が建設された。現在は名古屋大学大学院理学研究科の付属施設であるが、開設当初は医学部の付属施設であった。
1954年（昭和29年）、鳥羽町などと合併、菅島町となった。1975年（昭和50年）より本土から送水が始まった。

### 沿革
- 1889年（明治22年）4月1日 - 町村制施行により、答志郡答志村大字菅島となる。
- 1896年（明治29年）3月29日 - 答志郡が英虞郡と合併し、志摩郡答志村大字菅島となる。
- 1897年（明治30年）5月31日 - 志摩郡菅島村として独立。大字は設定せず。
- 1954年（昭和29年）11月1日 - 昭和の大合併により、鳥羽市菅島町となる。

### 地名の由来
文字通り「菅（すげ）の生育する島」との解釈も可能であるが、中村精貮は菅島を印象付ける景観はスゲではなく砂浜であるとして、「ス（洲）＋カ（処）＝砂のあるところ」であるとした。傍証として、スガ・スカと読む地名は横須賀、赤須賀、天ヶ須賀など須賀と表記することが多く、『神鳳鈔』で「須賀島」と記されていることから、横須賀などと同じく砂浜に由来するものと考えられる、と中村は述べた。

### 人口の変遷
2005年から2010年にかけての人口減少率は16.8%、2010年の高齢化率は34.4%で、志摩諸島6島の中では、どちらも最も低い値となっている。

総数 [戸数または世帯数：  、人口：  ]
| 1745年（延享2年）  | 102戸 403人     |
| 1880年（明治13年） | 85戸 415人      |
| 1908年（明治41年） | 110戸 683人     |
| 1965年（昭和40年） | 213世帯 1,217人 |
| 1980年（昭和55年） | 232世帯 1,088人 |
| 2013年（平成25年） | 225世帯 677人   |

## 生活
固定電話・携帯電話・テレビ・ラジオは、本土と同水準で利用可能である。また、2002年（平成14年）度にケーブルテレビ網が整備されたため、ケーブルテレビ回線を利用したインターネット接続も可能である。上水道は本土から海底送水管により、電気は中部電力により本土から、ガスはプロパンガスが供給されている。ガソリンの給油所もあり、各種補助制度により、日本の平均小売価格を下回る価格で供給されている。
医療に関しては、市立の診療所が設置され1名の医師が常勤している。診療所が対応できない時や救急患者の出た場合は、漁船などで患者を本土へ搬送して対応する。2012年（平成24年）からはドクターヘリを導入し、ヘリポートが2か所設けられている。
個人商店が数軒あり、漁の帰りに買い物する場合は、ツケで購入することが多い。

### 教育
公立の小・中学校に通学する場合、以下の学校に通う。
- 小学校：菅島小学校（菅島町1番地2）
- 中学校：鳥羽東中学校（本土、安楽島町1451番地19）

かつては菅島小学校に隣接して菅島中学校も置かれていたが、1979年（昭和49年）に新設の鳥羽東中学校に統合された。なお、本土の学校への通学には交通費の補助が支給される。
高等学校に関しては島内に設置されていないが、定期船を利用し本土の学校へ通学することが十分可能である。一部の生徒は部活動の都合で本土に下宿する場合もある。

## 経済
2010年（平成22年）国勢調査によると、全就業者332人のうち第一次産業従業者（全員漁業）が150人、第三次産業が117人、第二次産業が34人、その他31人となっている。サメのたれ、イセエビの干物、干しワカメが島の特産物である。農業は行われているが、あくまで自給用である。
2012年（平成24年）4月1日現在、菅島には2軒の民宿と3軒の旅館があり、合計で212人が宿泊可能である。観光客の要望に応じて、海の幸と松阪牛の食べられるコースを設定する宿もある。島を訪れる観光客は26,400人（2011年度）で、2001年度の61,700人に比べ、約57%減少している。島内は環境省によって近畿自然歩道整備されている。また菅島小学校の児童による菅島の観光ガイド（島っ子ガイド）が行われている。

### 水産業
菅島の地先漁場は岩礁が多く、太平洋から伊勢湾へ向かう魚類がその岩礁に一度滞留することから、一本釣漁や刺網漁が伝統的に行われてきた。夏季には海女漁業、冬季にはノリやワカメの養殖も行われる。こうした漁業は漁家単位で行われるため、網元は存在せず、明確な家格の差も見られない。1980年代頃より乱獲が問題となっており、1975年（昭和50年）前後に繊維強化プラスチック製の漁船が普及、漁船が大型化したことで漁家間の競合が発生したことや、他地域からの密漁が要因と考えられる。漁場の管理は海女漁業が主に村落共同体による直接管理であるのに対して、一本釣漁や刺網漁は漁家相互間の用益上の配慮として行われる。

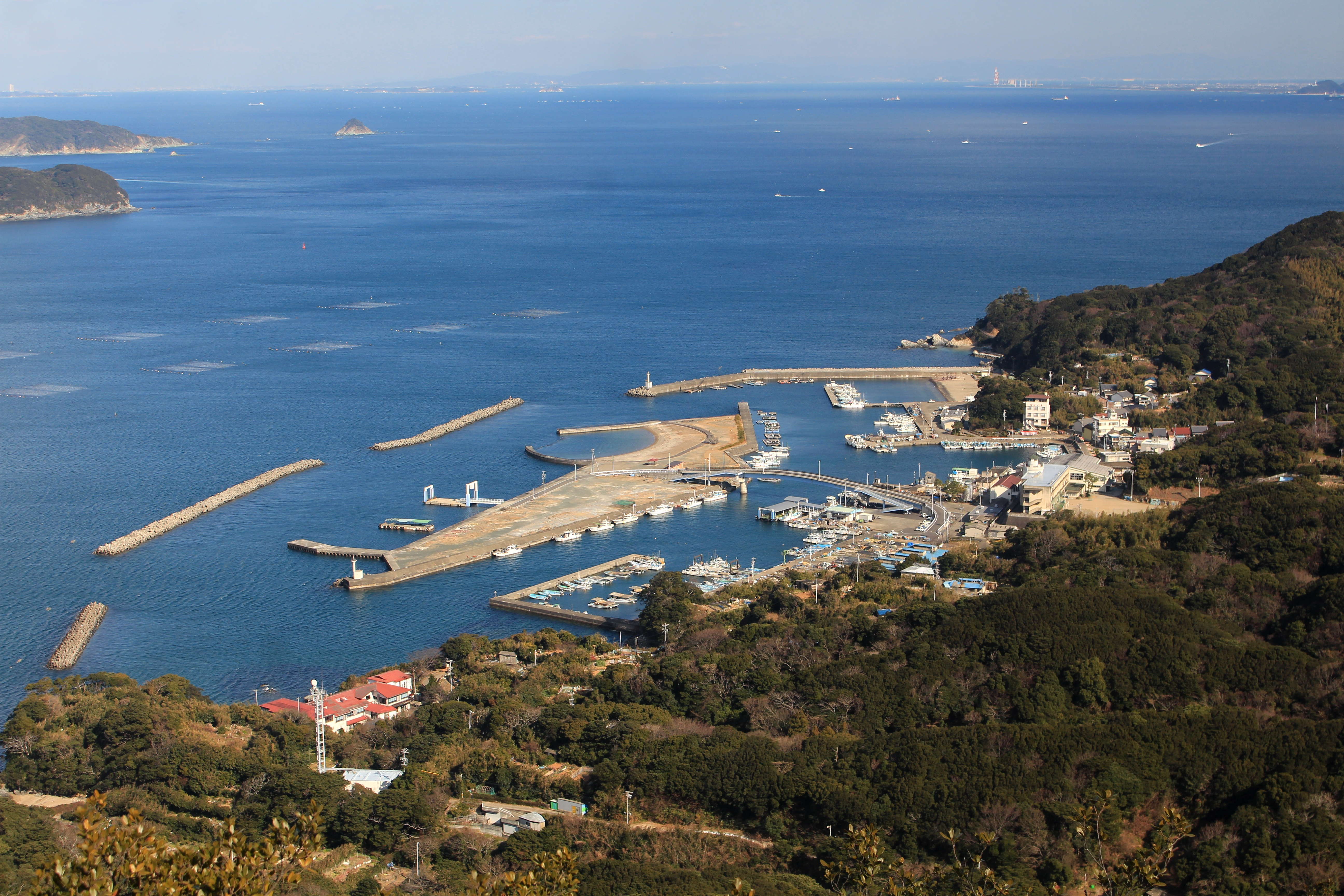
菅島最高峰の大山から見下ろす菅島漁港、中央の人工島には菅島海水浴場がある。右中央付近に菅島小学校。（2016年1月）

#### 菅島漁港
菅島漁港（すがしまぎょこう）は、三重県鳥羽市菅島町にある第2種漁港。1951年（昭和26年）7月28日に漁港指定を受け、鳥羽市が管理する。2009年（平成21年）の統計では属地陸揚量は1,223.7t、属人漁獲量は1,277.5t、属地陸揚げ金額は505百万円であった。1907年（明治40年）から取り組まれた各戸による海底投石が漁港整備の発端となっており、離島振興法の適用も受けて漁港として整備されてきた。主な漁獲物は2007年（平成19年）現在、のり類、ひじき、その他のえび類である。

## 採石場と環境問題

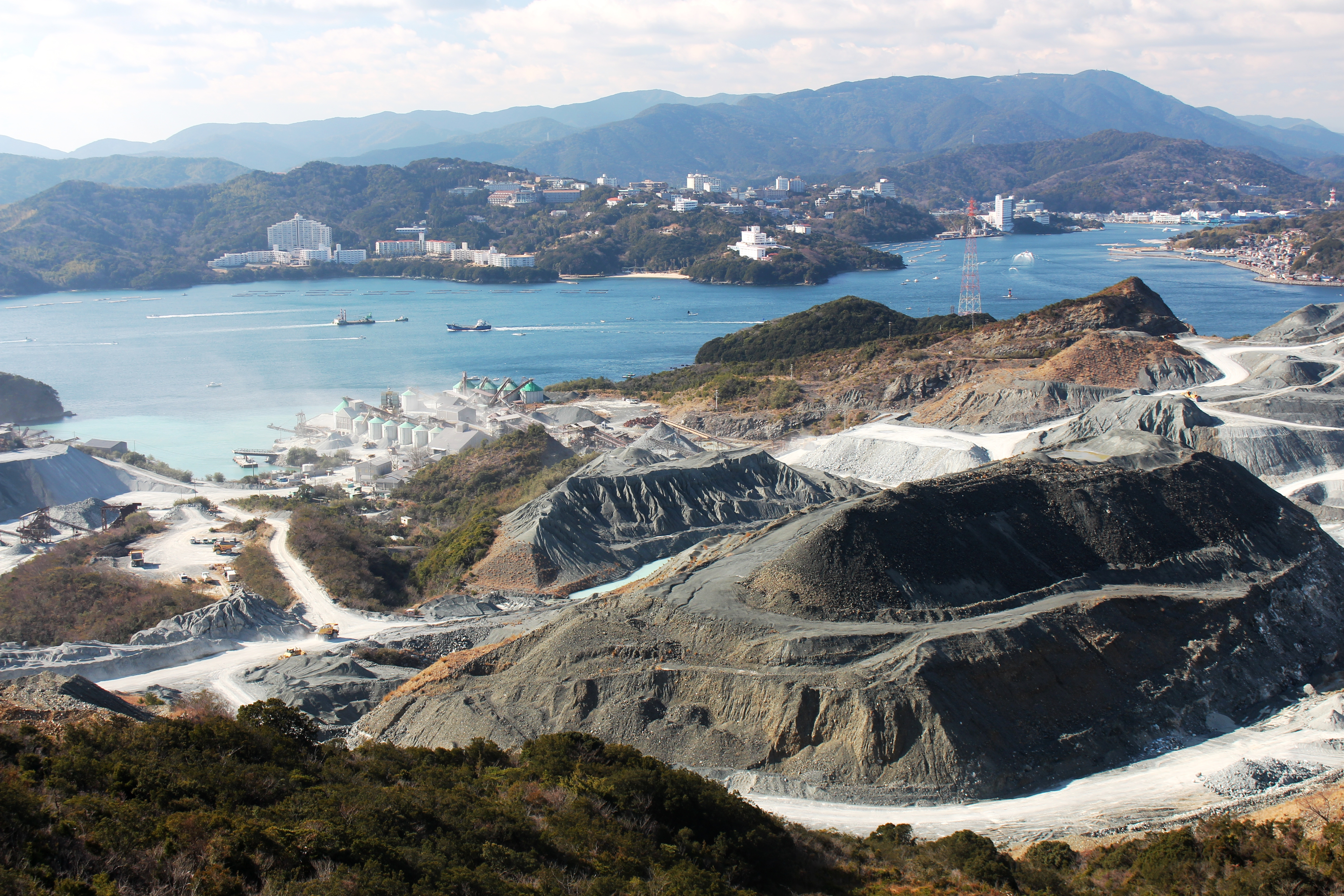
菅島の西側にある採石場（鶴田石材株式会社菅島工場）、右奥に坂手島（2016年1月）

菅島の採石場は、島の西部にありかんらん岩を採取している。住民からは「石切り場」とも呼ばれる。鶴田石材株式会社菅島工場が採石事業を営むが、土地自体は鳥羽市の公有地及び菅島町内会が入会権を持つ入会地である。このため、市と町内会は土地使用料（以前は採石料）収入を得ているが、1m3あたり5,750円で販売される石材がわずか80円で売却する契約になっていることや、地域の産業や環境への悪影響が問題視されている。

### 事業者
菅島の採石場を営んでいるのは、愛知県名古屋市熱田区に本社を置く鶴田石材株式会社（つるたせきざい、英称：TSURUTA SEKIZAI CO., LTD.）である。三重県鳥羽市菅島町429の1にある菅島工場は、同社の主力工場であり、かんらん岩を採石・破砕し、東海地方や関東地方、近畿地方へ専用船で出荷している。敷地面積は1,293,000m2、年間350万tの石材を産出する。石材は新幹線のバラスト（敷石）や中部国際空港の空港島埋め立て、静岡県の富士海岸で海岸侵食防止のための養浜材などに使われた。この工場は2007年（平成19年）度に優良採石事業所として、中部経済産業局長から表彰を受けている。
鶴田石材は鳥羽市および菅島町内会に対して売買契約を締結しており、鳥羽市へは一定額を、菅島町内会へは実績に基づいた金額を毎年支払っている。また関連産業を含めて約70人の市内雇用を創出している。

### 採石場の歴史
現在の採石場のある土地は、江戸時代まで島民が樹木の伐採や開墾など自由に行えたが、明治時代に皇室財産（御料地）とされ、利用が不可能となった。そこで島民は土地の払い下げを何度も願い出て1913年（大正2年）にようやく払い下げが実現した。しかし、その費用負担は当時の菅島村にとって重く、銀行から資金を借りる、村民に細かく土地を分筆して売却するなどの手段で何とかまかなった。採石事業は大正時代より行われていたが、1930年（昭和15年）1月30日、菅島村と鶴田石材の間で石材採取契約が締結された。
1954年（昭和29年）、昭和の大合併の際に菅島村は鳥羽市へ上述の払い下げ地の一部にあたる菅島町429番地の67を提供した。この時点で菅島町429番地の67に対する菅島町内会の入会権は消滅したと市は考えていたが、早稲田大学教授の黒木三郎の『菅島地区入会調査報告書』では「地役入会権が存続する限り、市は入会権の行使を妨げることはできない」としており、実際に鶴田石材は菅島町429番地の67に対する土地使用契約を鳥羽市と菅島町内会の双方と締結している。この経緯により、鳥羽市は登記上の所有者でありながら、緑化に対してあまり強く言えない状態が続いている。
1968年（昭和43年）、鳥羽市は鶴田石材に1m3あたり20円で石材を売却する契約を結ぶが、1980年（昭和55年）12月31日をもって採石を終了することを1978年（昭和53年）3月議会において全会一致で決定した。しかし、1979年（昭和54年）2月と1983年（昭和58年）9月に採石現場で地すべりが発生した。この地すべりでは、付近にある名古屋大学の臨海実験所に落石が直撃しそうになったという。原因が採石によるものである、という結論が出ると市は、地すべり対策を業者に履行させるとして、事実上の採石続行を認めることにした。その後、市議会の終結決議と市当局の契約延長提案が繰り返され、20世紀が終わるまで採石は行政の許可の下、継続された。

### 緑化の動き
1985年（昭和60年）頃より大規模な採石で岩肌がむき出しになった様が市民に注目され始め、平成に入ってから市議会でも自然の修復・山肌緑化を求める声が上がり始めた。また、菅島を訪れたウッズホール海洋研究所所長のジェームス・エバート教授は採石場を目にして「これはひどすぎる。君らは美しい日本の自然を破壊者どもにゆだねておくのかと言った。菅島が荒廃の果てに消滅する前に、再生の余力を持っている間に、緑の島に返さねばならない。」と語ったという。市議会では、採石料・入会地・貴重な自然など多数の問題が明らかになった。これにより、市はようやく重い腰を上げ、2002年（平成14年）10月に検討委員会で菅島に自生する植物で緑化することを決めた。2003年（平成15年）1月には2014年（平成26年）春までに緑化を完了する契約を市と業者が締結した。採石収入を緑化費に充てる計画であったため、不況により進捗は遅れ、2014年3月までの完成は絶望視された。その後、市と業者は2014年3月に事業の2021年度末までの延長契約を締結した。市側は契約期限をもって採石の終了を望んでいるが、業者側は緑化の完了した場所での採石の再開と更なる採石継続を求めている。市民の間では景観保護を求める意見と地場産業としての事業継続を望む意見が拮抗している。2016年（平成28年）10月12日の鳥羽市議会本会議で135万m3のかんらん岩の追加採掘を認める案を賛成多数（反対1）で可決し、業者に緑化を徹底させるための監視委員会の設置や売却額を1m3あたり98円に値上げすることも決まった。
2020年代に入り、緑化が進んでいない状況の中で、採掘場外で行われた違法盛土や濁水の流出などが問題になった。事業者は採石事業の許可の延長を求めていたが、2022年6月21日、三重県は事業期間を防災事業等の実施や報告を条件として1年に限り認めた。

## しろんご祭り
しろんご祭り（しろんごまつり）は菅島を代表する海女の祭りである。2009年（平成21年）4月10日に国土交通省により、島の宝100景に選定された。
毎年7月11日（かつては旧暦の6月11日）に開催され、海女らが雌雄つがいのアワビを誰が一番早く獲れるかを競い、勝者は1年間菅島の海女頭となる。獲ったアワビは近くの白髭神社（しらひげじんじゃ、通称：しろんごさん）に奉納される。祭りの名前「しろんご」は「白髭神社」が訛ったものとされる。

## 交通
島外との連絡
鳥羽本土の佐田浜桟橋（鳥羽マリンターミナル、鳥羽駅前）から鳥羽市営定期船で13 - 20分。2019年10月1日現在、運賃は大人510円、菅島発1日10便、菅島着1日8便である。
島内
島内には公共交通機関はない。島民は徒歩・自転車・オートバイで移動するほか、漁船を用いることもある。商店や旅館・民宿では軽トラックや送迎用車両を所有している場合もある。

## 施設
- 名古屋大学大学院理学研究科附属臨海実験所
- 鳥羽市役所菅島連絡所
- 鳥羽市立菅島診療所
- 鳥羽市立菅島小学校
- 鳥羽市立菅島保育所
- 鳥羽志摩農業協同組合鳥羽支店あぐり菅島
- 鳥羽磯部漁業協同組合菅島支所
- 鳥羽菅島郵便局（無集配局）

## 史跡
- 菅島神社 - 小字宮山[7]、菅島小学校・菅島保育所に隣接。八王子社・八幡神社を合祀して創建[7]。1月に弓祭りがある[48]。20年に一度、遷宮と御木曳を行う[26]。
- 水洞山冷泉寺  - 小字中村谷にある曹洞宗の寺院で、1634年（寛永11年）創建[7]。1344年（康永3年）の鰐口と、1640年（寛永17年）の鉦鼓がある[7]。本尊は阿弥陀如来[7]。菅島では両墓制が維持されており[49]、寺の裏手の山に詣り墓がある。島内には菅島山海福寺もあったが、1873年（明治6年）に廃寺になっている[7]。
- 菅島灯台
- 監的哨跡

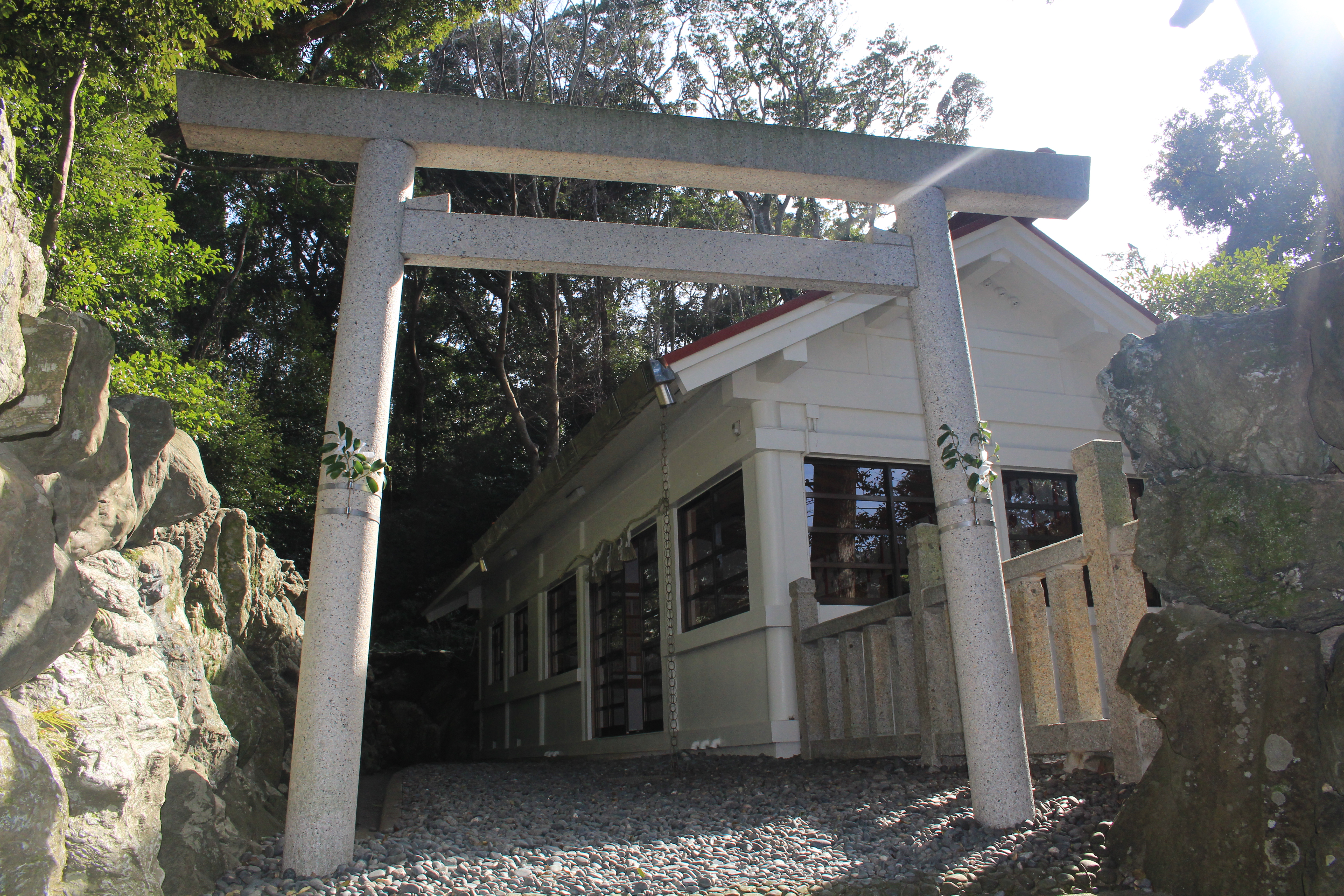
菅島神社
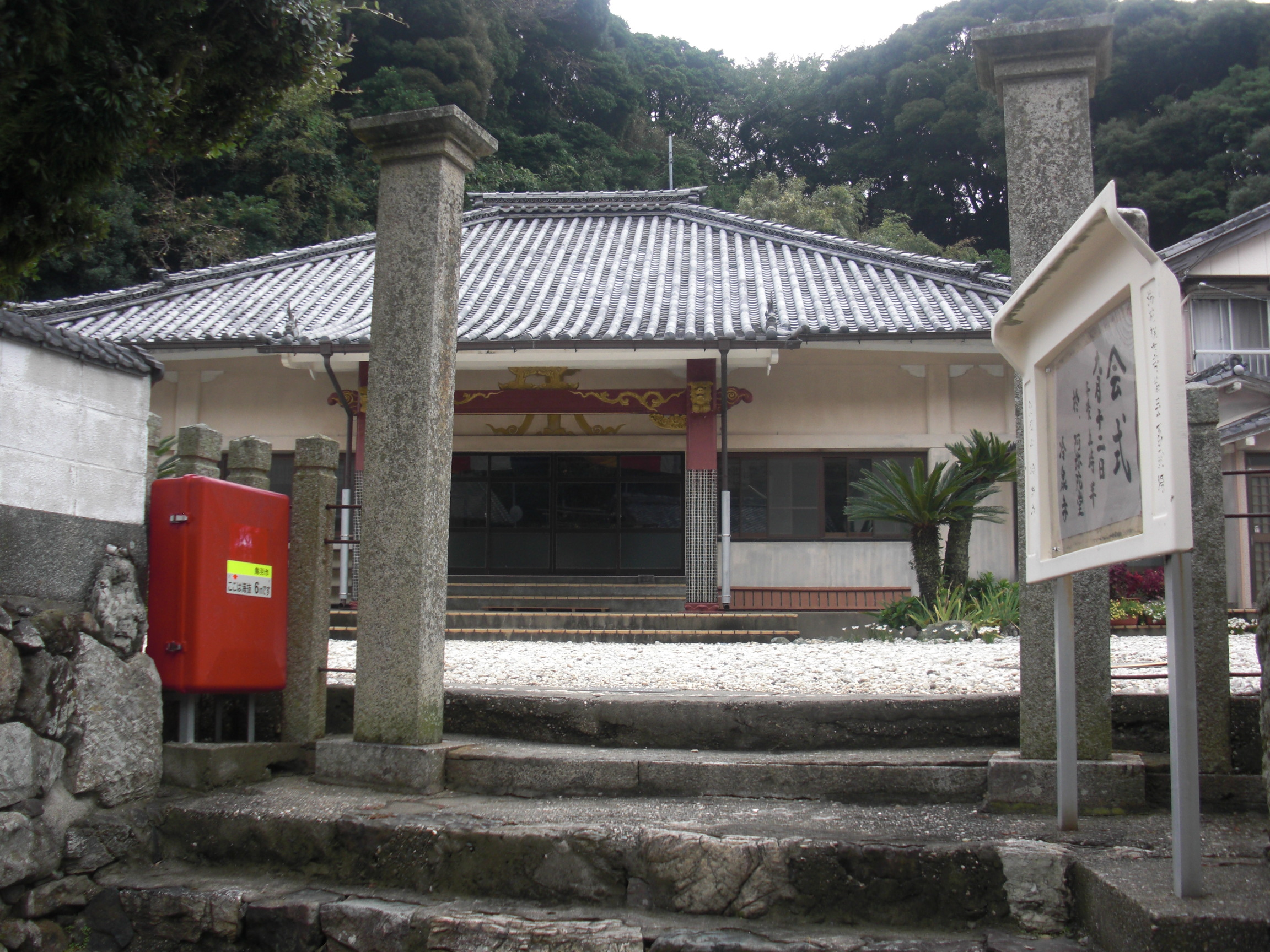
冷泉寺
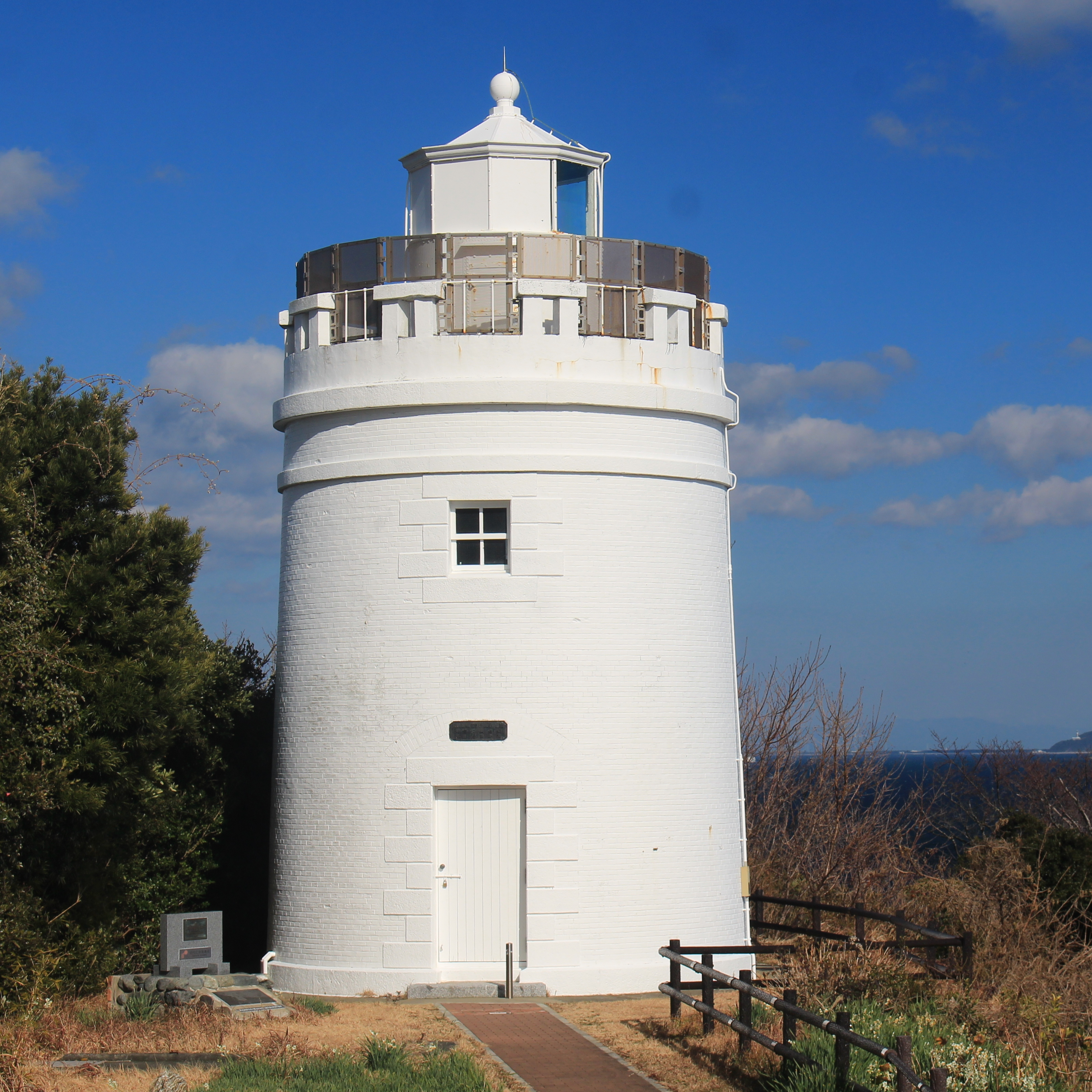
菅島灯台
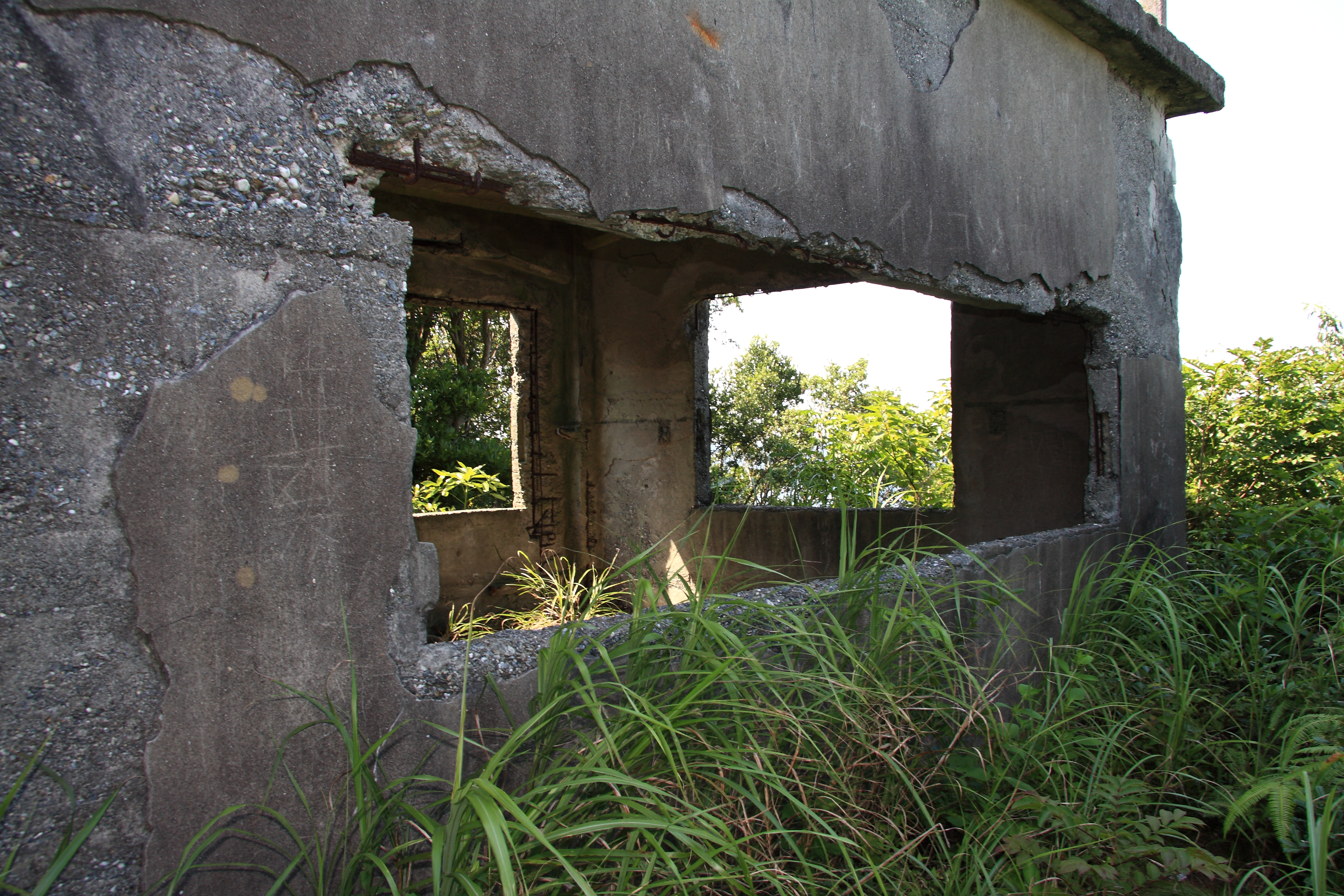
監的哨跡